# Comuna Borșceahivka, Pohrebîșce
Borșceahivka (în ucraineană Борщагівка) este o comună în raionul Pohrebîșce, regiunea Vinnița, Ucraina, formată din satele Borșceahivka (reședința) și Skîbînți.

## Demografie
Componența lingvistică a satului Borșceahivka
     Ucraineană (98,78%)
     Alte limbi (1,22%)
Conform recensământului din 2001, majoritatea populației satului Borșceahivka era vorbitoare de ucraineană (98,78%), existând în minoritate și vorbitori de alte limbi.